# Nessia deraniyagalai
Nessia deraniyagalai (нессія Дераньягали) — вид сцинкоподібних ящірок родини сцинкових (Scincidae). Ендемік Шрі-Ланки. Вид названий на честь ланкійського зоолога Паулюса Едварда Пієріса Дераньягали.

## Поширення і екологія
Нессія Дераньягали відома за типовим зразком, зібраним на східному узбережжі Шрі-Ланки на північ від Тринкомалі, на невеликому пагорбі висотою 10 м.